# CSSホールディングス
株式会社CSSホールディングス（英称:CSS Holdings, Ltd.）は、東京都中央区に本社を置く純粋持株会社である。ホテルやレストランの厨房にて洗浄・衛生管理事業を行っている株式会社セントラルサービスシステムが祖業。

## 沿革
- 1984年（昭和59年）12月 ‐ 品川区にて株式会社セントラルサービスシステムとして設立
- 1988年（昭和63年）7月 ‐ 本社を江戸川区西葛西に移転
- 2001年（平成13年）2月 ‐ 本社を千代田区麹町に移転
- 2002年（平成14年）
  - 6月 ‐ ジャスダック市場に株式上場
  - 12月 - 株式会社センダンおよび株式会社大阪センダンから営業を譲り受け、新商号を株式会社センダンとし連結子会社化
- 2006年（平成18年）4月 ‐ 東洋メディアリンクス株式会社の株式を譲り受け、同社子会社の音響特機株式会社とともに連結子会社化
- 2008年（平成20年）4月 ‐ 純粋持株会社に移行し、株式会社CSSホールディングスに社名変更。同時に会社分割により、新「株式会社セントラルサービスシステム」を設立
- 2012年（平成24年）
  - 7月 ‐ 本社を東京都中央区日本橋小伝馬町に移転
  - 11月 - 音響特機株式会社を直接子会社化
- 2018年（平成30年）10月 - Mood media japan株式会社を連結子会社化
- 2022年（令和4年）4月 - 東証スタンダード市場へ移行

## グループ会社
スチュワード事業セグメント
- 株式会社セントラルサービスシステム
- 株式会社セントラルホテルサービス

フードサービス事業セグメント
- 株式会社センダン
- 株式会社パトリオットバトン

空間プロデュース事業セグメント
- 東洋メディアリンクス株式会社
- 音響特機株式会社
- Mood Media Japan株式会社

シェアードサービス事業セグメント
- 株式会社CSSビジネスサポート

## セントラルサービスシステム
株式会社セントラルサービスシステム（英称:Central Service System, Ltd.）は、東京都中央区に本社を置く、CSSホールディングス傘下の企業である。ホテル・レストラン・テーマパーク等にて、スチュワード業務（食器・什器の洗浄管理）や客室ハウスキーピング、パブリックスペース清掃業務等を行っている。

### 沿革
- 1984年（昭和59年）12月 ‐ 品川区にて旧「株式会社セントラルサービスシステム」が設立される
- 1988年（昭和63年）7月 ‐ 本社を江戸川区西葛西に移転
- 1999年（平成11年）3月 - 株式会社千葉セントラルサービスシステム・株式会社東京西セントラルサービスシステム・株式会社東京南セントラルサービスシステムを吸収合併
- 2001年（平成13年）2月 ‐ 本社を千代田区麹町に移転
- 2002年（平成14年）6月 ‐ ジャスダック市場に株式上場
- 2008年（平成20年）4月 ‐ 旧「株式会社セントラルサービスシステム」が持株会社化し、会社分割によって現「株式会社セントラルサービスシステム」が設立される
- 2012年（平成24年）7月 ‐ 本社を東京都中央区日本橋小伝馬町に移転
- 2015年（平成27年）3月 - 宝塚ホテルサービス株式会社の株式を譲り受け、新商号を株式会社セントラルホテルサービスとする
- 2023年（令和5年）1月 - 大阪支社開設

## センダン
株式会社センダン（英称:SENDAN, Ltd.）は、東京都中央区に本社を置く、CSSホールディングス傘下の企業である。ホテル・レストラン・ライフケア施設等にて、給食・朝食サービスの受託、衛生管理等を行っている。

### 沿革
- 2002年（平成14年）12月 - 株式会社センダンおよび株式会社大阪センダンが旧「株式会社セントラルサービスシステム」に営業を譲渡し、新商号を株式会社センダンとし連結子会社化
- 2012年（平成24年）7月 ‐ 本社を東京都中央区日本橋小伝馬町に移転
- 2018年（平成30年）8月 - 株式会社センダンが株式会社パトリオットバトンの株式を譲り受け子会社化
- 2023年（令和5年）1月 - 大阪支社開設

## 音響特機
音響特機株式会社（英称:ONKYO TOKKI, Ltd.）は、東京都中央区に本社を置く、CSSホールディングス傘下の企業である。業務用音響機器の輸入・販売およびシステム設計・コンサルタント業務を行っている。

### 沿革
- 1979年（昭和54年） - 会社創立、東京都新宿区早稲田鶴巻町509番地にて営業開始
- 1983年（昭和58年） - プロオーディオガイドブック『Pro Audio Equipment』刊行（1989年に『AV TOMATO』へ名称変更）
- 1988年（昭和63年） - 米国EAW社の輸入代理店となる
- 1994年（平成6年） - 東京都新宿区早稲田町に本社を移転、大阪営業所を開設
- 1995年（平成7年） - 東洋メディアリンクス株式会社と資本提携、東京都千代田区麹町に本社を移転
- 1998年（平成10年） - 福岡営業所を開設
- 1999年（平成11年） - 米Rational Acoustics社の輸入代理店となる
- 2004年（平成16年） - 米Sonance社および米Biamp Systems社の輸入代理店となる
- 2006年（平成18年） - 株式会社セントラルサービスシステムの連結子会社となる
- 2008年（平成20年） - 米QSC社の輸入代理店となる
- 2009年（平成21年） - 米Mackie社の輸入代理店となる
- 2012年（平成24年） - 名古屋営業所を開設、東京都中央区日本橋小伝馬町に本社を移転
- 2014年（平成26年） - 大阪営業所、商品センターを移転
- 2015年（平成27年） - 広島営業所を開設。米ATLONA社の輸入代理店となる
- 2016年（平成28年） - 仙台営業所を開設
- 2017年（平成29年） - 伊RCF社の輸入代理店となる
- 2019年（平成31年） - 福岡営業所を移転、商品センターを移転

## 参照
脚注